# 1995 EB1
1995 EB1 är en asteroid i huvudbältet som upptäcktes den 5 mars 1995 av de båda japanska astronomerna Seiji Ueda och Hiroshi Kaneda i Kushiro.
Asteroiden har en diameter på ungefär 5 kilometer och den tillhör asteroidgruppen Nysa.